# Liste der FFH-Gebiete

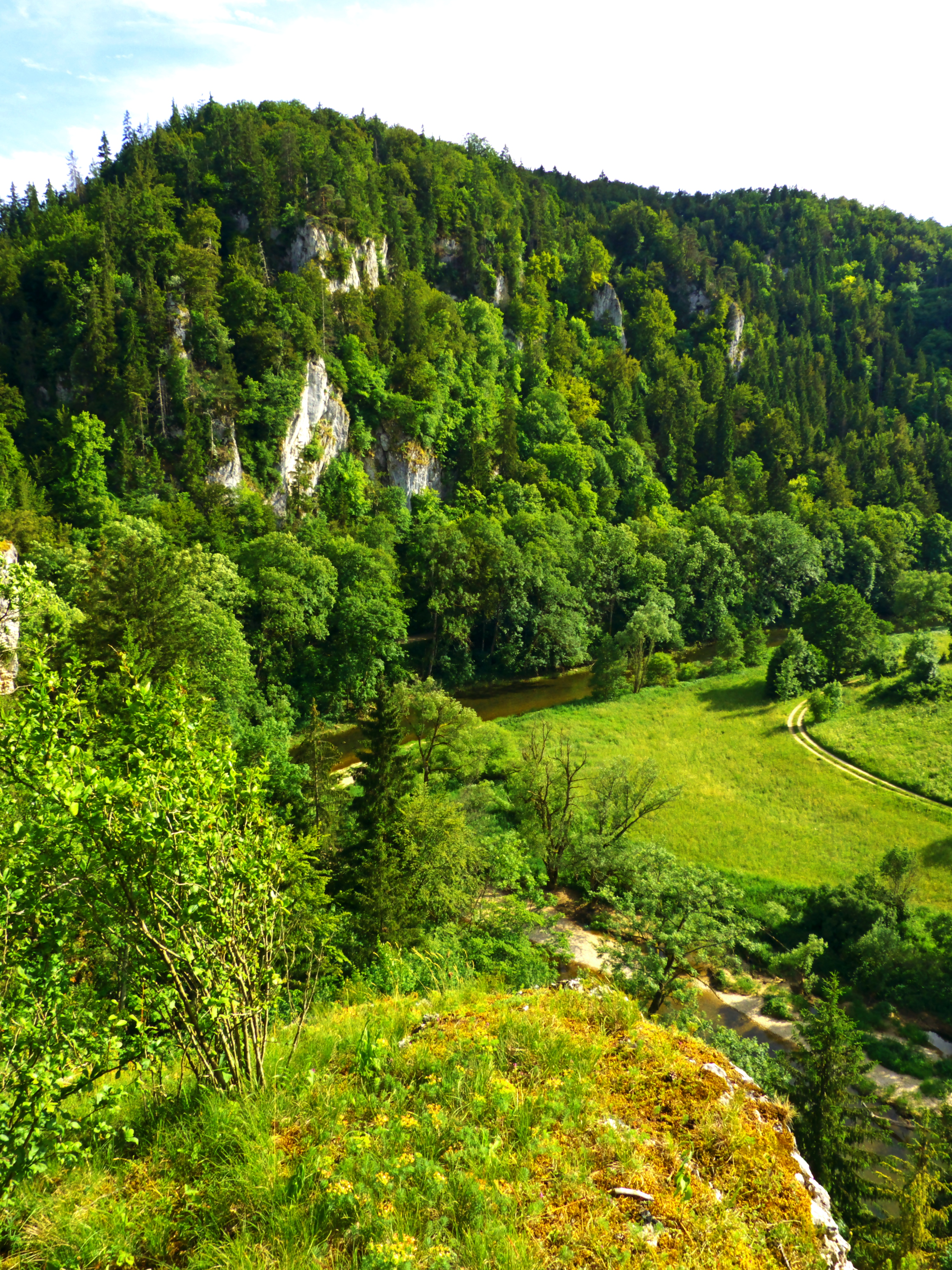
FFH-Gebiet Großer Heuberg und Donautal in Baden-Württemberg

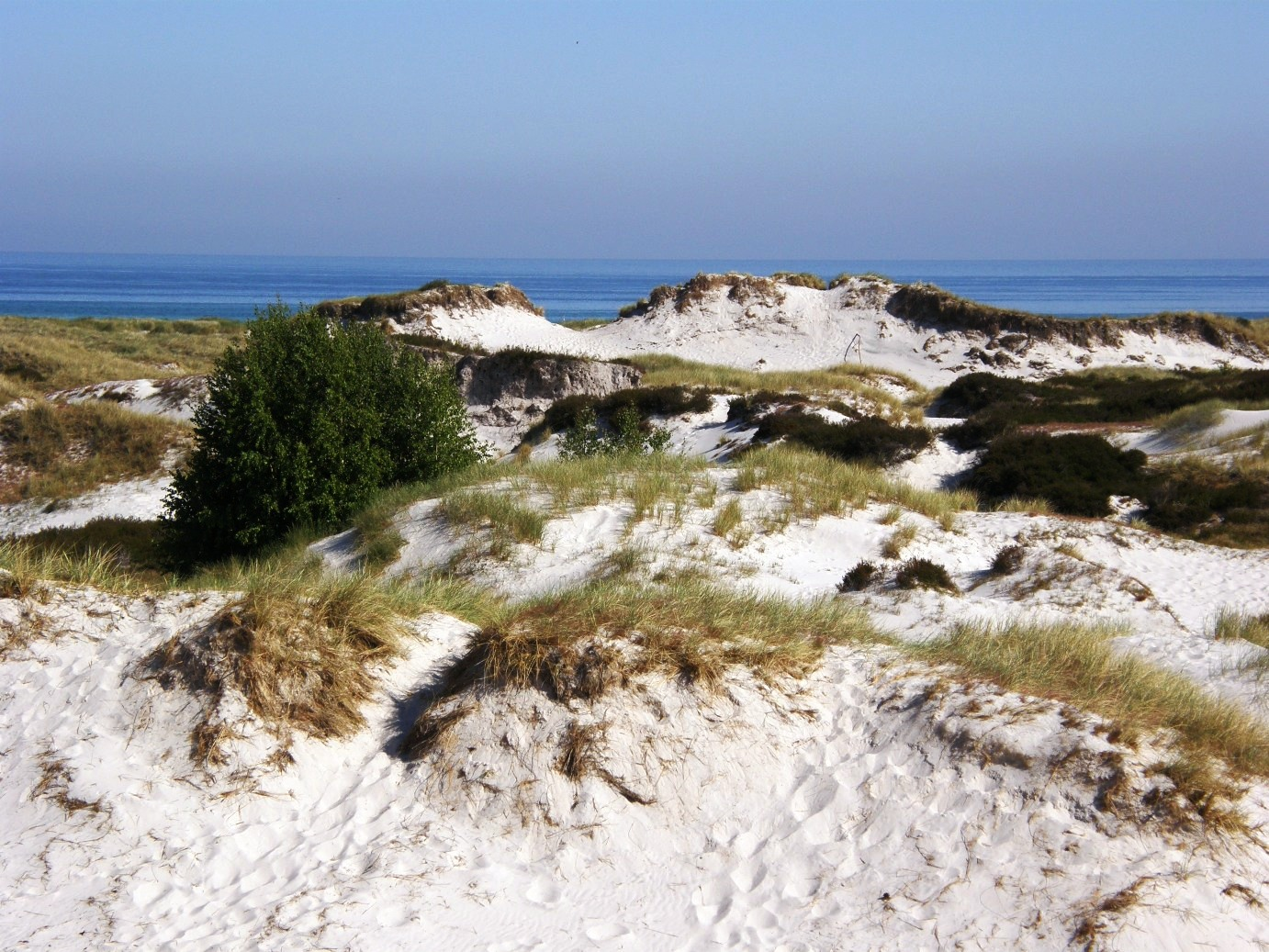
FFH-Gebiet Dueodde in Dänemark

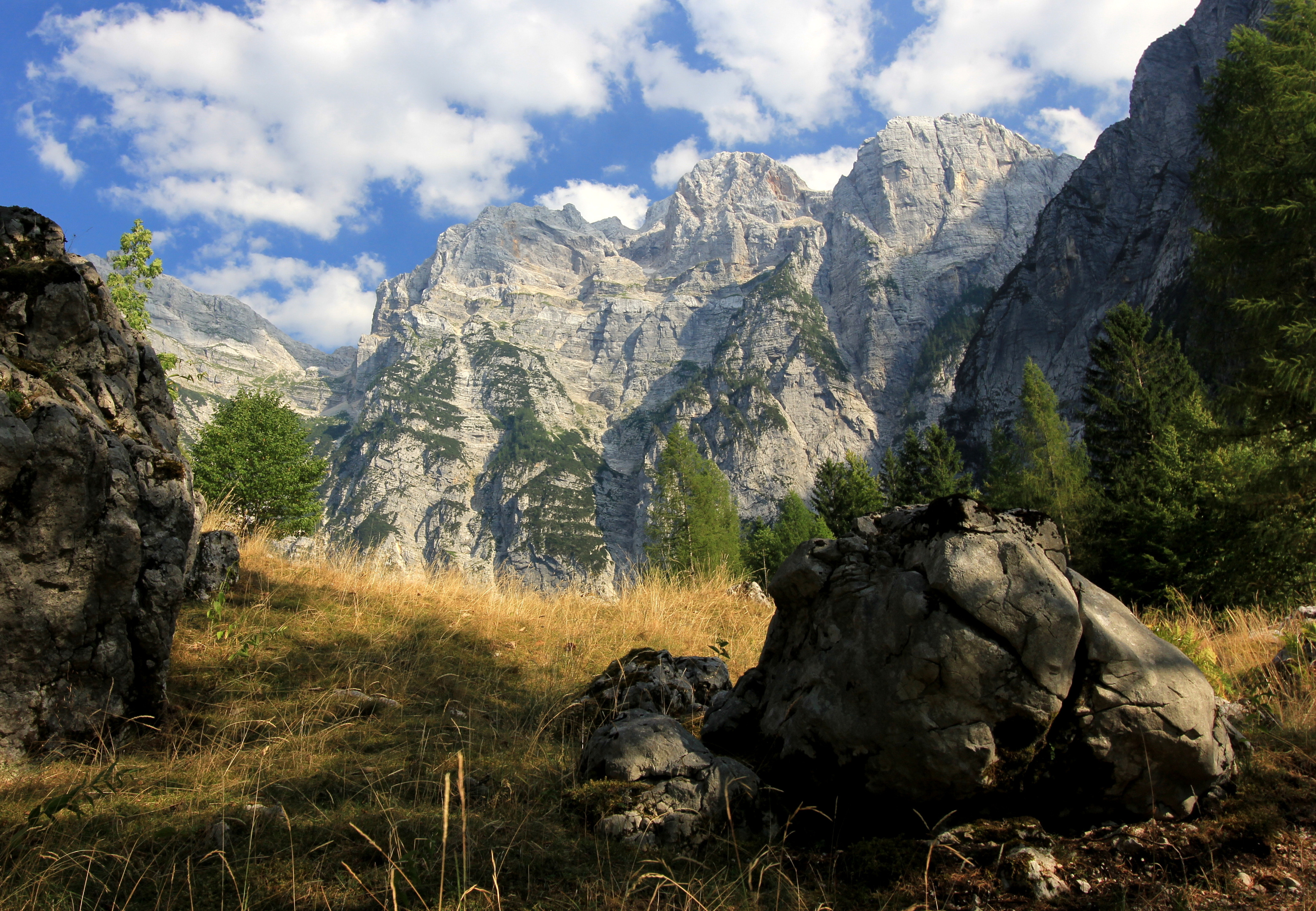
FFH-Gebiet Julijske Alpe in Slowenien

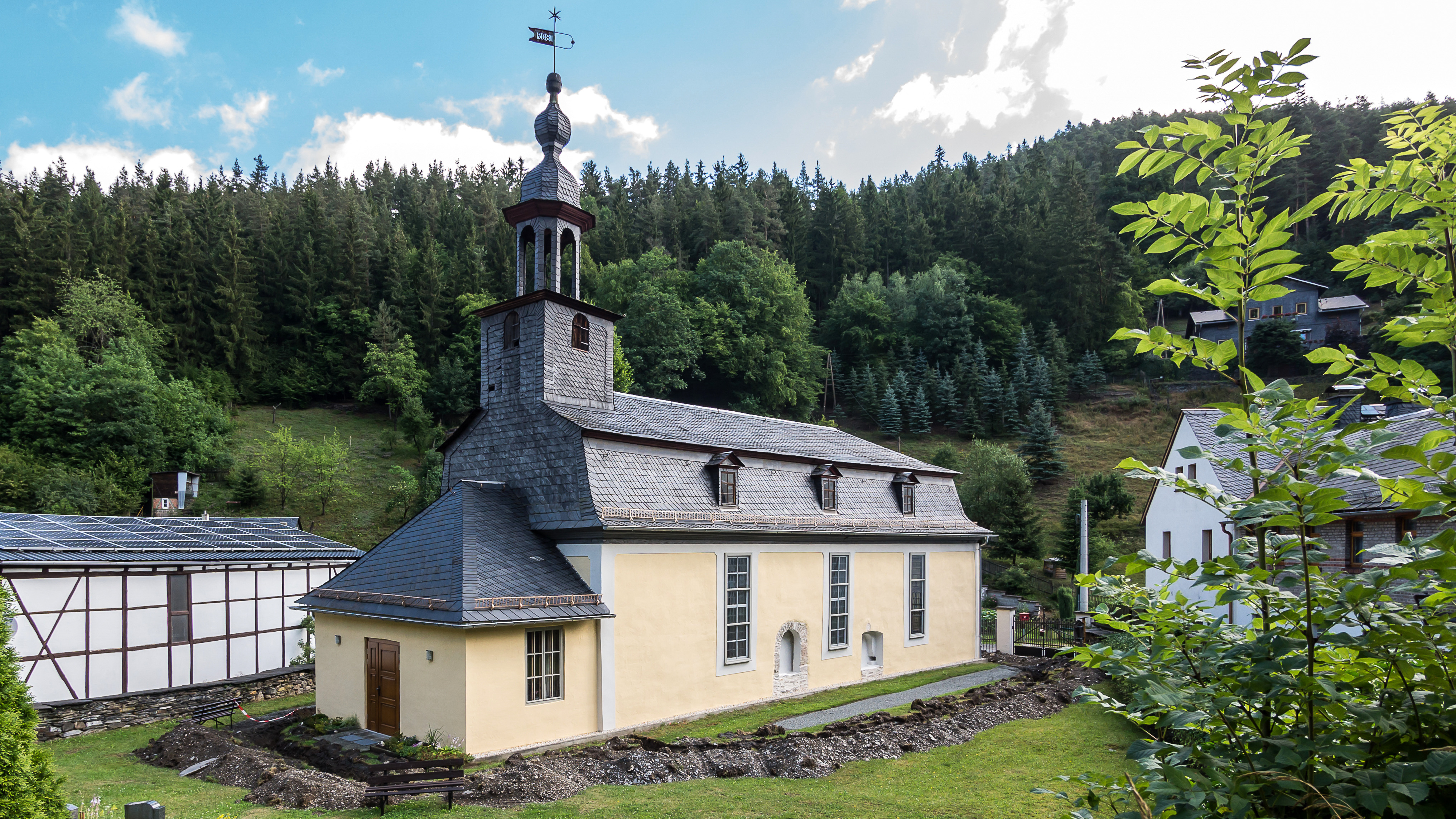
FFH-Gebiet Kirche Reichenbach in Thüringen

Die Liste der FFH-Gebiete verzeichnet die Listen über die nach der Richtlinie 92/43/EWG (Fauna-Flora-Habitat-Richtlinie) ausgewiesenen Besonderen Schutzgebiete der einzelnen Mitgliedsstaaten der Europäischen Union.
Die Größe dieser Schutzgebiete reicht von einzelnen Gebäuden (beispielsweise als Fortpflanzungsstätte für Fledermäuse) oder Teichen (z. B. als Fortpflanzungsstätte für Amphibien) über komplette Flusssysteme und Gebirgsstöcke  bis zu weiträumigen Meeresgebieten.
Insgesamt wurden durch die aktuell 27 Mitgliedsstaaten bisher 23.591 FFH-Gebiete mit einer Gesamtfläche von über 936.000 km² Fläche gemeldet (Stand Mai 2022). Die Gebiete sind im Durchschnitt ca. 3.979 ha groß. Der Median liegt bei 204 ha.
Die FFH-Gebiete sind in der gesamten Europäischen Union verteilt. Das westlichste FFH-Gebiet ist Lucky Strike, ein hydrothermales Feld im Atlantik westlich der Azoren, das von Portugal als FFH-Gebiet gemeldet wurde. Das östlichste Gebiet ist das zypriotische FFH-Gebiet Kavo Gkreko, das das Kap Greko mit der vorgelagerten Meeresfläche umfasst. Im Norden reicht das FFH-Gebietsnetz bis zum finnischen Gebiet Kaldoaivin Erämaa in Lappland, im Süden bis zum Mar de Las Calmas, der Meeresfläche vor der Südküste der Kanareninsel El Hierro. 

## Listen der FFH-Gebiete
- Liste der FFH-Gebiete in Belgien (281 Gebiete)
- Liste der FFH-Gebiete in Bulgarien (233 Gebiete)
- Liste der FFH-Gebiete in Dänemark (261 Gebiete)
- Liste der FFH-Gebiete in Deutschland (4.549 Gebiete)
  - Liste der FFH-Gebiete in Baden-Württemberg
  - Liste der FFH-Gebiete in Bayern
  - Liste der FFH-Gebiete in Berlin
  - Liste der FFH-Gebiete in Brandenburg
  - Liste der FFH-Gebiete in Bremen
  - Liste der FFH-Gebiete in Hamburg
  - Liste der FFH-Gebiete in Hessen
  - Liste der FFH-Gebiete in Mecklenburg-Vorpommern
  - Liste der FFH-Gebiete in Niedersachsen
  - Liste der FFH-Gebiete in Nordrhein-Westfalen
  - Liste der FFH-Gebiete in Rheinland-Pfalz
  - Liste der FFH-Gebiete im Saarland
  - Liste der FFH-Gebiete in Sachsen
  - Liste der FFH-Gebiete in Sachsen-Anhalt
  - Liste der FFH-Gebiete in Schleswig-Holstein
  - Liste der FFH-Gebiete in Thüringen
  - Liste der FFH-Gebiete in der ausschließlichen Wirtschaftszone
- Liste der FFH-Gebiete in Estland (541 Gebiete)
- Liste der FFH-Gebiete in Finnland (Übersicht der Teillisten)
  - Liste der FFH-Gebiete in Åland (87 Gebiete)
  - Liste der FFH-Gebiete in Mittelösterbotten (67 Gebiete)
  - Liste der FFH-Gebiete in Lappland (161 Gebiete)
  - Liste der FFH-Gebiete in Nordsavo (90 Gebiete)
  - Liste der FFH-Gebiete in Uusimaa (103 Gebiete)
- Liste der FFH-Gebiete in Frankreich (1.353 Gebiete)
  - Liste der FFH-Gebiete in der Region Auvergne-Rhône-Alpes
  - Liste der FFH-Gebiete in der Region Bourgogne-Franche-Comté
  - Liste der FFH-Gebiete in der Bretagne
  - Liste der FFH-Gebiete in der Region Centre-Val de Loire
  - Liste der FFH-Gebiete in der Region Grand Est
  - Liste der FFH-Gebiete in der Region Hauts-de-France
  - Liste der FFH-Gebiete in der Île-de-France
  - Liste der FFH-Gebiete auf Korsika
  - Liste der FFH-Gebiete in der Normandie
  - Liste der FFH-Gebiete in Nouvelle-Aquitaine
  - Liste der FFH-Gebiete in Okzitanien
  - Liste der FFH-Gebiete in den Pays de la Loire
  - Liste der FFH-Gebiete in der Region Provence-Alpes-Côte d’Azur
- Liste der FFH-Gebiete in Griechenland (265 Gebiete)
- Liste der FFH-Gebiete in Irland (439 Gebiete)
- Liste der FFH-Gebiete in Italien (2.358 Gebiete)
  - Liste der FFH-Gebiete in den Abruzzen
  - Liste der FFH-Gebiete im Aostatal
  - Liste der FFH-Gebiete in Apulien
  - Liste der FFH-Gebiete in der Basilikata
  - Liste der FFH-Gebiete in Kalabrien
  - Liste der FFH-Gebiete in Kampanien
  - Liste der FFH-Gebiete in der Emilia-Romagna
  - Liste der FFH-Gebiete in Friaul-Julisch Venetien
  - Liste der FFH-Gebiete in Latium
  - Liste der FFH-Gebiete in Ligurien
  - Liste der FFH-Gebiete in der Lombardei
  - Liste der FFH-Gebiete in den Marken
  - Liste der FFH-Gebiete im Molise
  - Liste der FFH-Gebiete im Piemont
  - Liste der FFH-Gebiete auf Sardinien
  - Liste der FFH-Gebiete auf Sizilien
  - Liste der FFH-Gebiete in Trentino-Südtirol
  - Liste der FFH-Gebiete in der Toskana
  - Liste der FFH-Gebiete in Umbrien
  - Liste der FFH-Gebiete in Venetien
- Liste der FFH-Gebiete in Kroatien (745 Gebiete)
- Liste der FFH-Gebiete in Lettland (329 Gebiete)
- Liste der FFH-Gebiete in Litauen (549 Gebiete)
- Liste der FFH-Gebiete in Luxemburg (48 Gebiete)
- Liste der FFH-Gebiete in Malta (40 Gebiete)
- Liste der FFH-Gebiete in den Niederlanden (140 Gebiete)
- Liste der FFH-Gebiete in Österreich (306 Gebiete)
  - Liste der Europaschutzgebiete im Burgenland 1
  - Liste der Europaschutzgebiete in Kärnten 1
  - Liste der Europaschutzgebiete in Niederösterreich 1
  - Liste der Europaschutzgebiete in Oberösterreich 1
  - Liste der Europaschutzgebiete im Land Salzburg 1
  - Liste der Europaschutzgebiete in der Steiermark 1
  - Liste der Europaschutzgebiete in Tirol 1
  - Liste der Europaschutzgebiete in Vorarlberg 2
  - Liste der Europaschutzgebiete in Wien 1
- Liste der FFH-Gebiete in Polen (867 Gebiete)
- Liste der FFH-Gebiete in Portugal (108 Gebiete)
- Liste der FFH-Gebiete in Rumänien (435 Gebiete)
- Liste der FFH-Gebiete in Schweden (4.028 Gebiete)
- Liste der FFH-Gebiete in der Slowakei (580 Gebiete)
- Liste der FFH-Gebiete in Slowenien (324 Gebiete)
- Liste der FFH-Gebiete in Spanien (1.468 Gebiete)
  - Liste der FFH-Gebiete in Andalusien
  - Liste der FFH-Gebiete in Asturien
  - Liste der FFH-Gebiete auf den Balearischen Inseln
  - Liste der FFH-Gebiete in der Autonomen Gemeinschaft Baskenland
  - Liste der FFH-Gebiete in der Extremadura
  - Liste der FFH-Gebiete in Galicien
  - Liste der FFH-Gebiete auf den Kanarischen Inseln
  - Liste der FFH-Gebiete in Kantabrien
  - Liste der FFH-Gebiete in Katalonien
  - Liste der FFH-Gebiete in der Autonomen Gemeinschaft La Rioja
  - Liste der FFH-Gebiete in der Autonomen Gemeinschaft Madrid
  - Liste der FFH-Gebiete in der Autonomen Gemeinschaft Murcia
  - Liste der FFH-Gebiete in den Plazas de soberanía
- Liste der FFH-Gebiete in Tschechien (1.112 Gebiete)
- Liste der FFH-Gebiete in Ungarn (479 Gebiete)
- Liste der FFH-Gebiete in der Republik Zypern (40 Gebiete)